# الظفر (المفلحي)

تعديل مصدري - تعديل

الظفر هي إحدى قرى عزلة المفلحي بمديرية المفلحي التابعة لمحافظة لحج، بلغ تعداد سكانها 743 نسمة حسب تعداد اليمن لعام 2004.